# Mortiers (Charente-Maritime)
Mortiers település Franciaországban, Charente-Maritime megyében. Lakosainak száma 170 fő (2022. január 1.). Mortiers Baignes-Sainte-Radegonde, Léoville, Saint-Germain-de-Vibrac, Saint-Maigrin és Saint-Médard községekkel határos.

## Népesség
A település népességének változása:
| Lakosok száma | 242  | 205  | 184  | 189  | 196  | 203  | 186  | 175  | 171  | 170  |
|               | 1968 | 1982 | 1990 | 2006 | 2013 | 2015 | 2017 | 2019 | 2020 | 2022 |